# Прасловенски језик
Прасловенски језик (такође назван Општесловенски или Заједнички словенски) је тзв. прајезик из којег су посредно произашли сви данашњи словенски језици. Представља словенски говор приближно од 2. миленијум п. н. е. до 6. века нове ере.
Као и други пра-језици и прасловенски језик нема писаних трагова. Све што данас знамо о том језику настало је из упоредне анализе живих словенских језика, као и других индоевропских језика. Сматра се да је прасловенски језик имао приближно 20.000 речи.

## Порекло
По највероватнијој научној претпоставци, Курганској претпоставци, која се заснива на поређењу данашњих језика, прасловенски језик је настао од прабалтословенског језика, који је, опет, настао од источног огранка праиндоевропског језика на степама Понта (познат и као сатемски). Прабалтословенски језик је вероватно постојао од 3. до 1. миленијума п.н.е. Дати језик био је близак индоиранском језику и прагерманском језику (видети: балтословенски језици).
Прасловенски језик се постепено развио од прабалтословенског огранка праиндоевропске језичке породице, која је такође предак балтичких језика, нпр. литванског и летонског. Прасловенски се постепено развио у различите словенске језике током друге половине првог миленијума нове ере, истовремено са експлозивним растом словенског говорног подручја.

## Периодизација
Научници разликују неколико периода у развоју прасловенског језика:

### Рани прасловенски (до 1000. п. н. е.)
Дуг, стабилан период постепеног развоја. Најзначајнији фонолошки развоји током овог периода укључивали су просодијски систем, нпр. тонске и друге регистарске разлике на слоговима.

### Средњи прасловенски (1000. п. н. е. - 1. н. е.)
Период умерених промена и постепеног издвајања од балтичких језика.

### Касни прасловенски (1-600. н. е.)
Период убрзаних фонолошких промена. Пошто нема дијалекатских разлика које се могу реконструисати из овог периода или ранијих, ово је период за који се може реконструисати јединствени заједнички предак ("прави прасловенски").

### Рани општесловенски (око 300-600)
Рана, јединствена фаза општесловенског, али такође и почетак дужег периода брзих фонолошких промена.

### Средњи општесловенски (око 600-800)
Фаза са најранијим препознатљивим дијалекатским разликама. Брзе фонолошке промене су се наставиле, упоредо са масивним ширењем словенског говорног подручја. Иако је постојала извесна дијалекатска варијација, већина звучних промена је још увек била јединствена и доследна у примени.

### Касни општесловенски (око 800-1000)
Последња фаза у којој је цело словенско говорно подручје још увек функционисало као јединствен језик, са звучним променама које су се нормално шириле кроз цело подручје, иако често са значајном дијалекатском варијацијом у детаљима.

## Историјат
Прасловенски језик се вероватно појавио негде између 1500. и 1000. п. н. е. у јужној половини подручја прабалтословенског језика. Ово је закључено на основу тога што су у данашњим словенским језицима добро очуване речи за унутрашње воде (које су овде најважнији елемент предела) у односу на друге топониме. Слично томе, речи за биљке и животиње које насељавају ово подручје такође имају велики ниво сличности у већини живих словенских језика. На датом подручју нађено је много археолошких локалитета, што говори о постојању праисторијских култура. 
Током старог века подручје насељено Словенима (и где се говорио прасловенски језик) обухвата је области река Висле, Буга, Дњепра и Припјата, што се поклапа са данашњим просторима источне Пољске, јужне Белорусије и северозападне Украјине.
Почевши од око 500. године нове ере, словенски говорници су се брзо проширили у свим правцима из постојбине у источној Пољској и западној Украјини. Како се ширио кроз источну Европу, уништио је оно што је остало од најисточнијих келтских, аварских, венетских, можда дачких, као и многих других балтословенских дијалеката.
Зенит прасловенског језика везује се за раздобље 5. и 6. века, када се он нагло шири са сеобама словенског становништва на запад, југ, исток и север. Истовремено почиње издвајање појединих дијалеката. И поред тога, верује се да је у 8. веку исти језик говорен од Солуна на југу до Великог Новгорода на северу. За два века језичко подручје прасловенског језика проширено је неколико пута. Овако брзо ширење прасловенског језика (и словенског живља) и данас је загонетка.
У 9. веку јављају се последње промене у прасловенском језику, које су биле својствене свим његовим дијалектима. Постепено су се на основу дијалеката издвајали поједини словенски језици. Без обзира на то, и за следећих 4-5 векова може се говорити „општесловенској језичкој разумљивости". Ово потврђује и делатност Светих Ћирила и Методија, који су крајем 9. века без већих мука ширили хришћанство на словенском дијалекту из околине Солуна међу Словенима из Велике Моравске (видети: црквенословенски језик).
Као последња особина постојања прасловенског језика сматра се губитак „слабог јера (Ъ)", који се у различитим подручјима догодио негде између 10. и 12. века. У ово време појављују се и први писани извори, у којима се очитава појава значајних разлика. То је довело до појаве тзв. „редакција", од којих су настали данашњи словенски језици.

## Фонологија
Прасловенски језик је имао сложен фонолошки систем са разликама у дужини самогласника, тонским акцентом и богатим системом сугласника.

### Самогласници
Средњи општесловенски је имао следећи систем самогласника:
Кратки самогласници: *ь/ĭ [ɪ], *ъ/ŭ [ɯ ~ ʊ], *e [ɛ], *o [ɒ]
Дуги самогласници: *i [iː], *y [ɨː], *u [uː], *ě [æː], *a [ɑː]
Носни самогласници (дуги): *ę [ɛ̃ː], *ǫ [ɤ̃ː ~ ɔ̃ː]
Течни дифтонзи: *ьl/*ĭl, *ьr/*ĭr, *ъl/*ŭl, *ъr/*ŭr, *el, *er, *ol, *or

### Сугласници
Средњи општесловенски је имао следећи систем сугласника:
Носни: *m, *n, *ň (ɲ ~ nʲ)
Плозиви: *p, *b, *t, *d, *ť (cː), *ď (ɟː), *k, *g
Африкате: *c (t͡s), *dz, *č (t͡ʃ), *dž (d͡ʒ)
Фрикативи: *s, *z, *š (ʃ), *ž (ʒ), *ś (ɕ), *x
Сонанти: *r, *ř (rʲ), *l, *ľ (ʎ ~ lʲ), *v, *j

### Тонски акценат
Као и његови преци, прабалтословенски и праиндоевропски, један слог сваке општесловенске речи је био акцентован. Постављање акцента је било слободно и фонемско; могло је да се јави на било ком слогу.
Општесловенски самогласници су такође имали тонски акценат. У средњем општесловенском, сви акцентовани дуги самогласници, носни самогласници и течни дифтонзи су имали разлику између два тонска акцента, традиционално названа "акутни" и "циркумфлексни" акценат.

## Граматика
Прасловенски је задржао неколико граматичких категорија наслеђених од праиндоевропског, посебно у номиналима (именице и придеви).

### Падежи
Седам од осам индоевропских падежа је задржано (номинатив, акузатив, локатив, генитив, датив, инструментал, вокатив). Аблатив се стопио са генитивом.

### Бројеви
Задржана је пуна употреба једнине, двојине и множине.

### Род
Још увек је одржавана разлика између мушког, женског и средњег рода.

## Класификација словенских језика
Када су се Словени из прапостојбине раселили на три стране, прасловенски језик се раслојио и настале су три групе словенских језика:
- Источнословенски језици - руски, украјински, белоруски
- Западнословенски језици - пољски, чешки, словачки, лужичкосрпски
- Јужнословенски језици - српски, хрватски, босански, црногорски, словеначки, македонски, бугарски

## Веза са старословенским језиком
Прасловенски језик не сме се мешати са старословенским језиком, који је први писани словенски језик кодификован у 9. веку на основу говора Јужних Словена из околине Солуна. Старословенски језик је кодификовали хришћански мисионари, браћа Ћирило и Методије, ради превођења Светог писма и других списа с грчког језика. Генеалошки, старословенски језик припада групи јужнословенских језика и представља књижевну обраду једног говора из околине Солуна.
Хронолошки се старословенски поклапа са последњом фазом прасловенског језика. Старословенски језик се временом развио у црквенословенски, литургијски језик православних и источно католичких цркава словенских земаља.
Касни варијант прасловенског језика, који представља дијалект из касног 9. века говорен око Солуна у Македонији, сведочен је у старословенским рукописима. Међусобна разумљивост између старословенског и других словенских дијалеката тих дана доказана је мисијом Ћирила и Методија у Велику Моравску и Панонију.

## Методи проучавања
Пошто прасловенски језик нема писаних трагова, све што данас знамо о њему настало је из:
- Упоредне анализе живих словенских језика
- Поређења са другим индоевропским језицима
- Реконструкције на основу најстаријих словенских писаних споменика
- Археолошких и историјских података о словенским насељима

## Пример текста
Члан 1 Универзалне декларације о људским правима на реконструисаном прасловенском језику:
Vьśi ľudьje rodętь sę svobodьni i orvьni vъ dostojьnьstvě i pravěxъ. Oni sǫtь odařeni orzumomь i sъvěstьjǫ i dъlžьni vesti sę drugъ kъ drugu vъ duśě bratrьstva.
Превод на српски:
Сва људска бића рађају се слободна и једнака у достојанству и правима. Она су обдарена разумом и савешћу и треба да поступају једна према другима у духу братства.